# Mesti
Mesti  (in arabo مستي‎?) è un centro abitato e comune rurale del Marocco situato nella provincia di Sidi Ifni, regione di Guelmim-Oued Noun. Conta una popolazione di 2 931 abitanti (censimento 2014).